# Georg Alexander Hansen
Pour les articles homonymes, voir Hansen.
Georg Alexander Hansen, né le 5 juillet 1904 à Sonnefeld et mort le 8 septembre 1944 à la prison de Plötzensee, est un colonel d'État-Major allemand et résistant au nazisme.

## Jeunesse et famille
Il est le fils de Theodor Hansen, maître forestier. Après son abitur obtenu à Coburg, il fait des études de droit à l'université d'Erlangen, avant de s'engager en 1924 dans une unité de blindés de la Reichswehr. En 1927, il est promu lieutenant, et en 1931 Oberleutnant affecté à Fürth. La même année, il épouse Irène Stölzel de Michelau. Ils ont ensemble cinq enfants.

## Parcours militaire
En 1935, Hansen est affecté à la formation de l'État-major à l'Académie de guerre de Berlin-Moabit. Il y rencontre le chef d'État-major général Ludwig Beck et Claus von Stauffenberg. En 1937, il passe au contre-espionnage du Ministère de la Reichswehr dirigé par le contre-Amiral Wilhelm Canaris. À partir de 1939, le service s'appelle l'Amt Ausland/Abwehr. En 1941, il devient Major au département I et Oberleutnant en 1942. En 1943, il succède à Hans Piekenbrock comme chef du département I, où il est notamment chargé du renseignement militaire à l'étranger. En février 1944, Canaris le nomme son successeur à la tête de l'Abwehr. Au mois de mai, une grande partie de son service est placée sous l'autorité du Reichssicherheitshauptamt (RSHA) et de son chef Walter Schellenberg.

## Participation à la résistance
C'est probablement sous l'Influence de Beck qu'Hansen se tourne vers la résistance au régime nazi dont il connaît les crimes en ayant par sa fonction accès aux informations. Il devient l'un des principaux informateurs du groupe résistant gravitant autour du général de division Henning von Tresckow et du colonel Claus Schenk von Stauffenberg. Hansen participe à partir de 1943 aux préparatifs de l'attentat du 20 juillet 1944 : il se charge des transports en voiture et en avion, ainsi que de la protection des personnes impliquées. Son domicile à Rangsdorf sert souvent de lieu de réunion. En cas de succès, il est chargé d'occuper le RSHA et d'en arrêter les chefs SS. En outre, il est prévu qu'il représente Beck pour négocier une paix séparée avec le général américain Dwight D. Eisenhower. En raison de fortes divergences d'opinion avec Stauffenberg sur la politique à suivre après l'attentat, Hansen s'éloigne temporairement et part le 18 juillet au baptême de la plus jeune de ses filles.

## Arrestation et mort

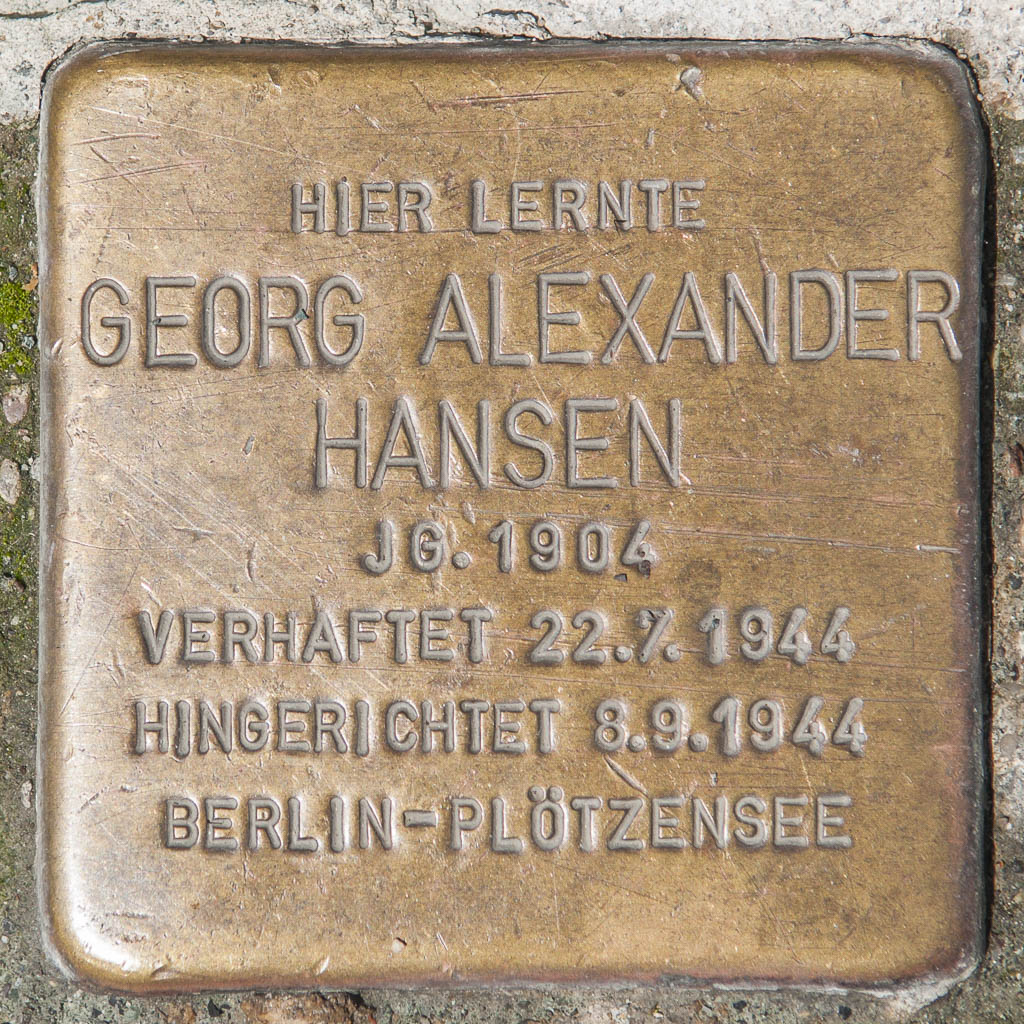
Stolperstein en mémoire de Georg Alexander Hansen à Coburg.

Bien qu'il sache que la tentative a échoué et qu'Hitler est toujours en vie, et bien qu'il ait la possibilité de fuir, il revient le 21 juillet et dit à sa femme : « Ma place est à Berlin. » Le 22 juillet, il est convoqué au RSHA par le chef de la Gestapo, Heinrich Müller, et est arrêté au terme d'un long interrogatoire où il avoue sa participation.
Le 4 août, il est dégradé par la tribunal d'honneur de l'armée, une cour militaire créée pour l'occasion par Hitler, de sorte que le tribunal militaire (Reichskriegsgericht) n'est plus compétent pour le juger.
Lors d'une parodie de procès devant le Volksgerichtshof dirigé par Roland Freisler, il est condamné à mort, tout comme Erich Fellgiebel, Alfred Kranzfelder, Fritz-Dietlof von der Schulenburg et Berthold von Stauffenberg. Le 8 septembre 1944, il est exécuté par pendaison à un fil métallique en même temps qu'Ulrich von Hassell, Paul Lejeune-Jung, Josef Wirmer, Ulrich Wilhelm Schwerin von Schwanenfeld et Günther Smend.
La famille Hansen est soumise à une peine familiale, la Sippenhaft. Ses biens sont confisqués, l'épouse d'Hansen est arrêtée et les cinq enfants sont placés dans un orphelinat à Bad Sachsa où il est interdit de prononcer leur nom de famille. Dans la même institution se trouvent également les enfants d'autres résistants, comme ceux des familles Stauffenberg et Witzleben. À la fin de septembre 1944, les enfants sont autorisés à revenir chez leur mère, libérée, à Michelau.
La famille doit subir l'hostilité même après la fin de la guerre. La veuve d'Hansen doit mener une longue bataille judiciaire pour bénéficier de sa pension de veuve de guerre : celle-ci lui avait été refusée parce que son mari avait été chassé de la Wehrmacht.